# ウラン236
ウラン236 (英: Uranium-236, 236U) はウランの同位体の一つであり、使用済み核燃料とそれを再処理したウラン燃料中に存在する。熱中性子による核分裂性物質 (fissile) ではなく、また良質の核原料物質 (fertile material)でもなく、しかも放射性廃棄物としては長寿命であり、迷惑物質と見なされている。

## 生成と収量
大部分の原子炉では、核分裂性の同位体であるウラン235が燃料物質として使われている。熱中性子を1個吸収したウラン235は、約83%の確率で核分裂を起こすか、または約17%の確率で核分裂を起こさずにガンマ線を放出してウラン236になるかという、2つの運命のどちらかをたどる。従って、中性子を吸収したウラン235の数量に対するウラン236の収量はその約17%であり、核分裂数に対する収量は約22%ということになる。これに対して、核分裂生成物 (fission product) の内の、最も存在比の大きな同位体はセシウム137、ストロンチウム90、テクネチウム99であり、これらの核分裂数に対する収量は、各々6%から7%の間である。中寿命(10年以上)と長寿命の核分裂生成物質全体の、核分裂数に対する収量は約32%であるが、中性子捕獲により原子核が改変するため、使用済み核燃料中の残量はこれよりやや少なくなる。
2番目に最も利用されている核分裂物質であるプルトニウム239も、熱中性子を吸収した際には同様に核分裂する場合としない場合がある。核分裂しなかった場合の生成物はプルトニウム240であるが、これは原子炉級プルトニウム (軽水炉の使用済み核燃料を再処理して得られるプルトニウム) の組成の大きな部分を占める。プルトニウム240は半減期 6561年でアルファ崩壊し、ウラン236になる。閉じられた核燃料サイクルにおいては、プルトニウム240の大部分は、崩壊する前にさらに中性子を捕獲して核分裂を起こすことになるが、放射性廃棄物として廃棄される残渣は、数千年に渡って崩壊しながら放射線を出すことになる。

## 破壊と崩壊
熱中性子を捕獲したウラン236は核分裂せずウラン237となり、これは急速にベータ崩壊してネプツニウム237となる。ただしウラン236の中性子吸収断面積は小さく、この反応は熱中性子炉の中では頻繁には起こらない。使用済み核燃料は典型的には 0.4%のウラン236を含む。ネプツニウム237は吸収断面積が大きいので、さらに他の中性子を吸収してネプツニウム238となり、急速にベータ崩壊してプルトニウム238となる。ウラン236および他の大部分のアクチノイドは、核兵器中や高速炉中の高速中性子によって核分裂可能 (fissionable)である。ここ数十年、少数の高速炉が調査のために用いられて来たが、これがエネルギー生産の手段として広く用いられるかは不透明である。
ウラン236は半減期2342万年でアルファ崩壊してトリウム232になる。トリウム232は核燃料サイクルで作り出される他のいかなる人工アクチノイドや核分裂生成物よりも寿命が長く、半減期は140.5億年である。ウラン236より長い8000万年の半減期を持つプルトニウム244は核燃料サイクルでは意味があるほどの量は生成されない。また、さらに長い、7.0億年という半減期を持つウラン235とトリウム232は天然に産出する。

## 分離の困難さ
プルトニウム、マイナーアクチノイド、核分裂生成物とは異なり、ウラン236は、化学的処理でウラン235やウラン232などのウラン同位体から分離することはできない。さらに同位体分離法を用いても、低濃縮段階では望ましいウラン235とウラン233のみではなく、望ましくないウラン234とウラン232まで濃縮してしまうため、分離は困難である。一方で、自然環境ではウラン236とウラン238が分離して濃縮されることもあり得ないということであり、これはウラン236による放射線被害を制限することにもなる。

## 再処理ウランの放射性への寄与
ウラン238の半減期はウラン236の約 190 倍もあり、従ってウラン236はウラン238の約 190 倍の比放射能を持つことになる。これは0.5%のウラン236を含む再処理ウランにおいては、ウラン236とウラン238はほぼ同レベルの放射能を持つことを意味する(ウラン235の寄与はほんの数%に留まる)。
この両者の崩壊生成物が含まれる場合、この比は190よりも低くなる。ウラン238の崩壊系列はウラン234から最終的には鉛206に至るが、この間に8個のアルファ粒子をウラン238の半減期に比べれば一瞬といってもよい時間(ただし数百万年)の内に放出する。従ってその生成物と放射平衡にあるウラン238 (天然のウラン鉱石の状態) は、ウラン238単独状態よりも8倍のアルファ放射能を持つことになる。精製された天然ウランでは、ウランより後に来る崩壊生成物は除去されるが、それでもウラン238と平衡状態にある量のウラン234を含むため、ウラン238単独の場合より約2倍のアルファ放射性を持つ。ウラン235の濃縮はウラン234の比率もかなりの程度まで高めてしまう。そして概略このウラン234の半分が使用済み核燃料の中に残ることになる。一方、ウラン236はトリウム232に崩壊するが、これの半減期は 140 億年にもおよび、逆に言えばその崩壊率(放射能に等しい)はウラン238 の 31.4% ということになる。

## 劣化ウラン
運動エネルギー兵器(徹甲弾)などとして使用される劣化ウランはウラン濃縮の際の屑物質から造られており、原子炉で中性子照射を受けた再処理ウランから造られているわけではないとされている。しかし、劣化ウランのあるものは、少量のウラン236を含んでいる(つまり中性子照射を受けた痕跡がある)との主張がなされている。